# Bataneros en comandita
Bataneros en comandita és un sainet de costums financers en un acte de Santiago Rusiñol. Es va estrenar al Teatre Español, el dia 13 de novembre de 1918, sota la direcció d'August Barbosa. L'obra gira al voltant de la pràctica de l'especulació.

## Repartiment de l'estrena
- Batanero: August Barbosa
- Princesa: Montserrat Faura
- Caterina: Antònia Baró
- Verdulera: Francisca Lliteras
- Sr. Mateu: Avel·lí Galceran
- Sr. Dimas: Andreu Guixer
- Alfons: Pius Daví
- Artur: Guillem Aróstegui
- Vigilant: Vicenç Daroqui
- Pau: Ramon Cuadreny
- Carreter: Enric Guitar
- Soci primer: Josep Carbonell
- Dona primera: Teresa Vinyals
- Invàlid: Joan de la Torre
- Inspector: Leandre Cinca
- Noi: nen Marín